# Silke Hörmann

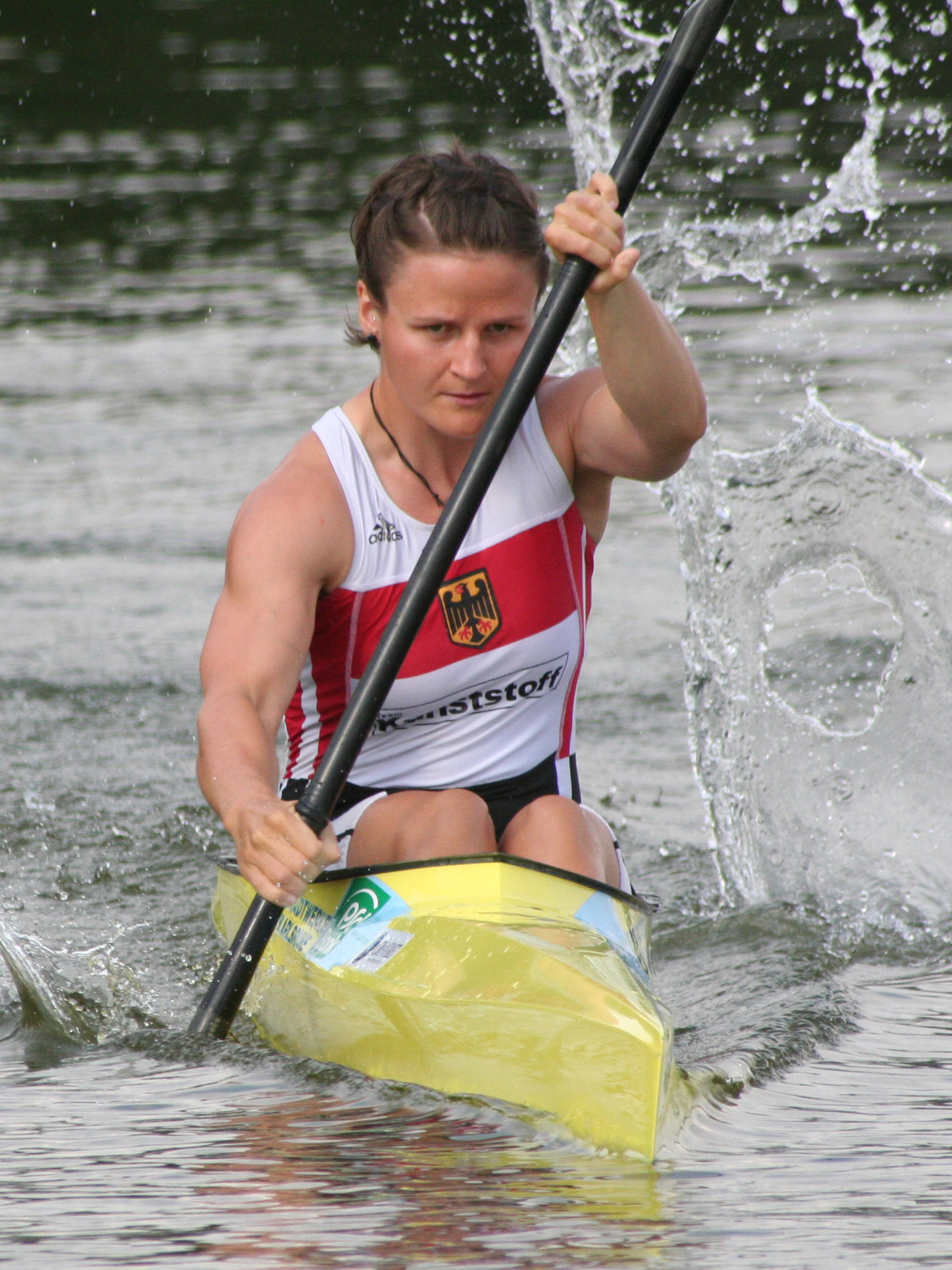
Silke Hörmann

Silke Hörmann (* 26. Januar 1986 in Karlsruhe) ist eine deutsche Kanutin.
Die Kanurennsportlerin der Rheinbrüder Karlsruhe wurde 2002 und 2004 Junioren-Europameisterin im Vierer-Kajak über 500 m. Bei den Weltmeisterschaften 2006 in Szeged wurde sie Vize-Weltmeisterin im Vierer-Kajak über 1000 m, konnte sich anschließend aber nicht für die A-Nationalmannschaft qualifizieren. Sie gehört weiterhin dem Perspektivkader (CP-Kader) des Deutschen Kanu-Verbandes an. Im Jahr 2010 schaffte sie den Sprung in die Nationalmannschaft und gewann bei den Kanurennsport-Weltmeisterschaften 2010 in Posen im Zweier-Kajak über 1000 m mit Carolin Leonhardt die Silbermedaille. 2011 gewann Hörmann bei den 39. Weltmeisterschaften in Szeged im Vierer-Kajak über 500 m mit Carolin Leonhardt, Franziska Weber und Tina Dietze die Silbermedaille. Bei der Europameisterschaft 2012 in Zagreb gewann Hörmann die Silbermedaille in 1000 m. Hörmann gehört zum Olympiakader 2012. Sie tritt in der Disziplin K1 500 m Damen an.
Hörmann lebt in Karlsruhe und arbeitet als Mediengestalterin.
Ihre ältere Schwester Judith Hörmann ist ebenfalls international erfolgreiche Kanutin und gehörte 2005 und 2006 zeitgleich mit ihr zum Nationalteam, ohne jedoch gemeinsam mit ihr in einem Boot eingesetzt zu werden.